# Susan Haskell

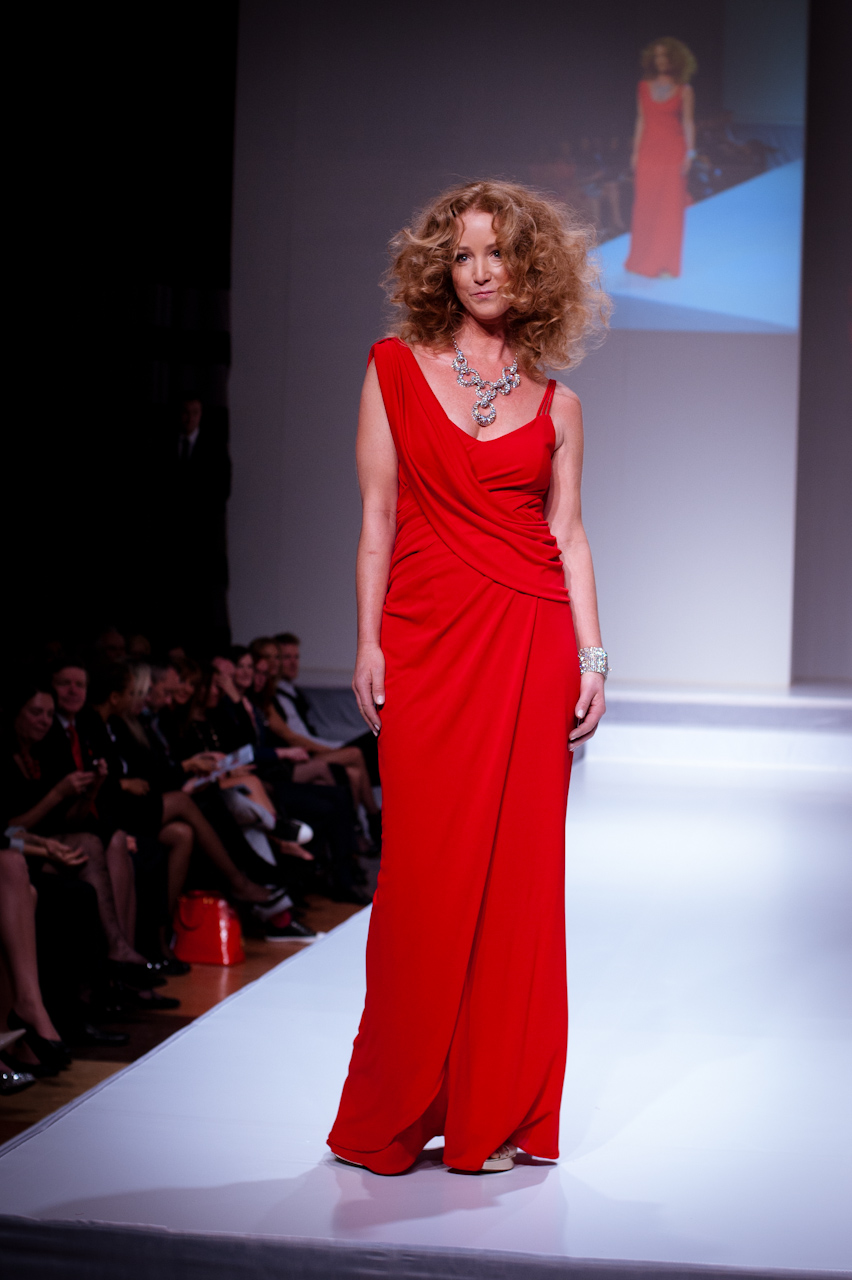
Susan Haskell (2012)

Susan Haskell (* 10. Juni 1968 in Toronto, Ontario) ist eine kanadische Schauspielerin, die als Dr. Margaret „Marty“ Saybrooke in der US-amerikanischen Seifenoper Liebe, Lüge, Leidenschaft große Berühmtheit erlangte und dafür mit zwei Daytime Emmy Awards gewürdigt wurde.

## Leben und Karriere
1991 schloss Susan Haskel ihr Studium an der The American Academy of Arts ab. 
1996 spielte Haskell die Rolle der Patricia Winterbourne im Film Mrs. Winterbourne neben Shirley MacLaine, Ricki Lake, Brendan Fraser und Jane Krakowski. 2001 in No Turning Back neben Lindsay Price sowie 2002 in Kalte Angst neben David Caruso. 2004 in Guarding Eddy neben Kiko Ellsworth. 2006 in Der gute Hirte neben Matt Damon, Robert De Niro, Angelina Jolie, Alec Baldwin, Billy Crudup, Joe Pesci und Martina Gedeck.
Haskell hat mit ihrem Partner, dem Schauspielkollegen Thorsten Kaye, zwei Töchter (* 2003) und (* 2007).

## Filmografie (Auswahl)

### Filme
- 1991: Strictly Business
- 1996: Mrs. Winterbourne
- 2001: No Turning Back
- 2001: Gemeinsam stirbt sich’s besser (Dead by Monday)
- 2002: Kalte Angst (Black Point)
- 2004: Guarding Eddy
- 2006: Der gute Hirte (The Good Shepherd)

### Fernsehen
- 1992–2011: Liebe, Lüge, Leidenschaft (One Life to Live) (Fernsehserie)
- 1995: Zoya (Fernsehfilm)
- 1998–2001: JAG – Im Auftrag der Ehre (JAG) (Fernsehserie, 8 Episoden)
- 1999: Das Haus der Zukunft (Smart House) (Fernsehfilm)